# Simon Hollósy
Simon Hollósy (Máramarossziget, Imperi Austríac, ara Romania, 2 de febrer de 1857 - Tiachiv, Imperi Austrohongarès, ara Ucraïna, 8 de maig de 1918) fou un pintor figuratiu, naturalista i realista hongarès.

## Biografia
Nascudo a una familia armènia, estudiá a Budapest i Múnic, on fondà una escola de pintura i més tard cofondà la colònia de pintors de Nagybánya.

## Galeria

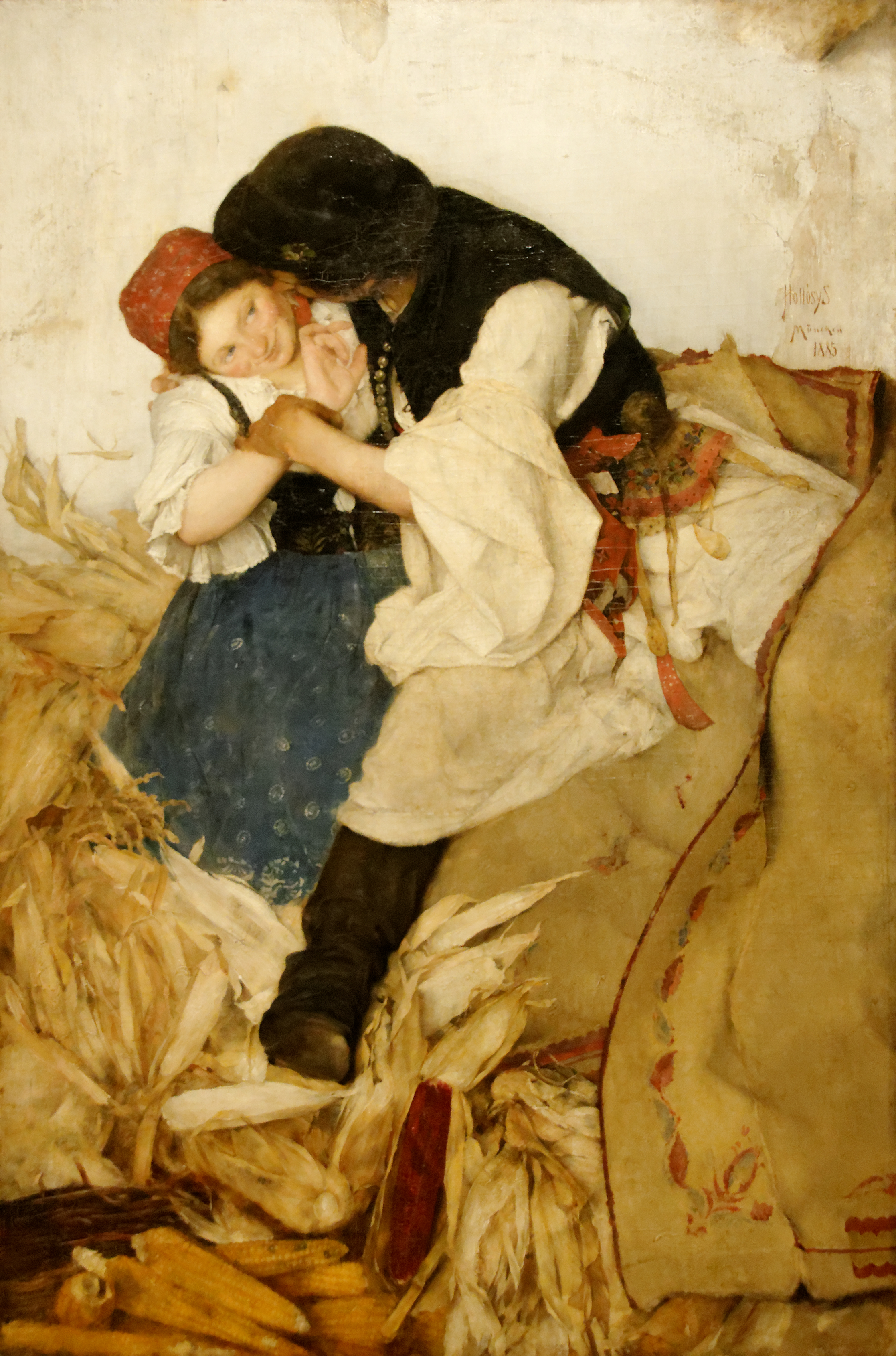
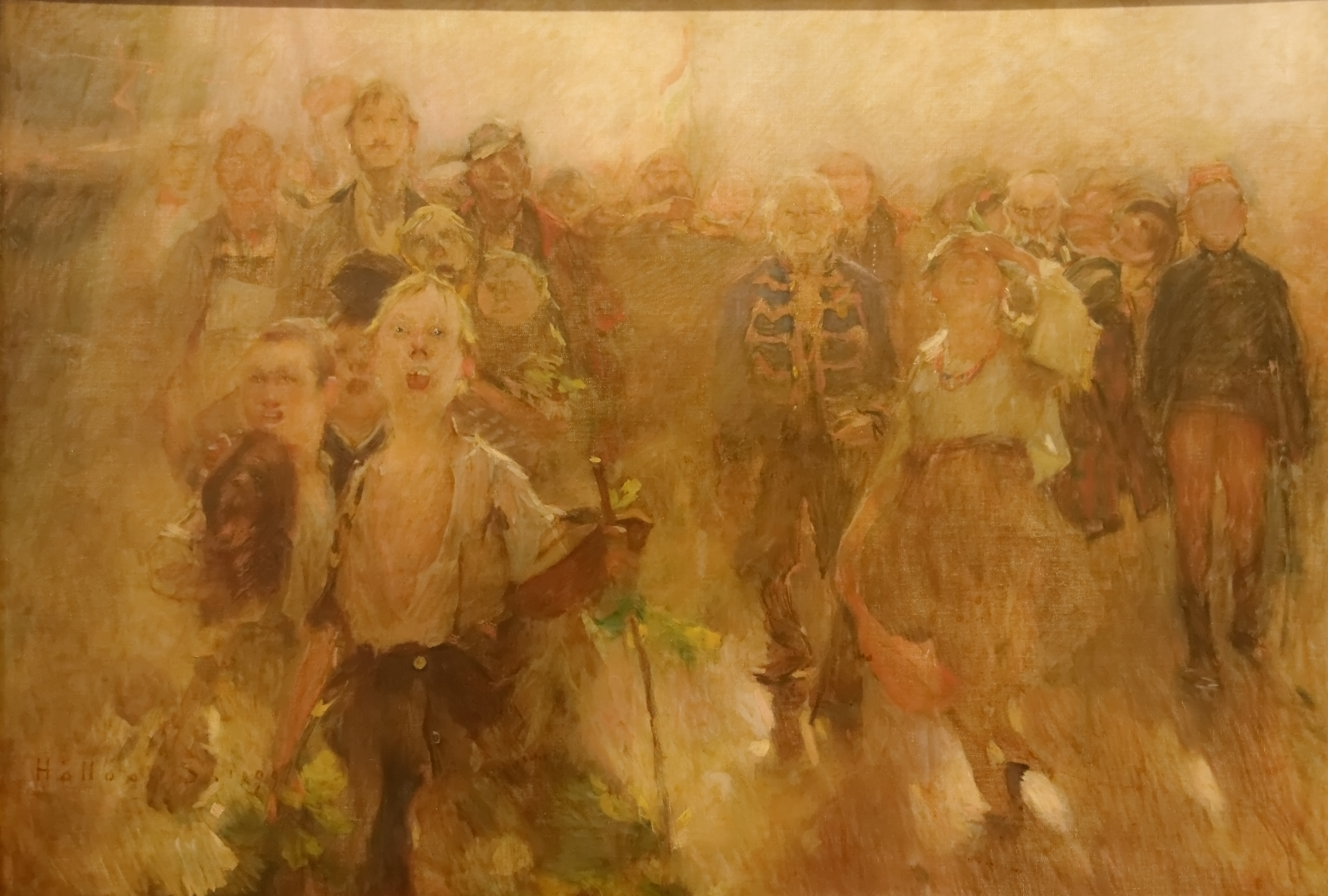